# Godot-ra várva
A Godot-ra várva (franciául: En attendant Godot, angolul: Waiting for Godot) Samuel Beckett ír költő, próza- és drámaíró legismertebb és legtöbbször játszott, számos nyelvre lefordított színműve. 1948. október 9. és 1949. január 29. között íródott francia nyelven. 1952-ben jelent meg először a párizsi Les Éditions de Minuit-nél. Két évvel később a New York-i Grove Press jelentette meg angol nyelven.

## Szereplők
Vladimir, Estragon, Pozzo, Lucky és Fiú.

## Cselekmény
|  | Alább a cselekmény részletei következnek! |

### Első felvonás
Két csavargó, Vladimir és Estragon, várakozik egy országút mentén egy fa mellett. Estragon sikertelenül próbálja levenni cipőjét, közben Vladimir a kalapjával van elfoglalva. Beszélgetésükből kitűnik, hogy Godot érkezésére várnak, aki hosszas várakozásuk ellenére sem akar megérkezni. Valójában sem a helyet, sem az időt nem tudják pontosan, hogy hol és mikor kellene várakozniuk Godot megérkezésére. Unalmukban, hogy elüssék az időt mindenféle dolgokról beszélgetnek, töprengenek Godot-hoz való viszonyukról, hosszasan vitatkoznak mindenféle apróságon. Estragon megéhezik és sárgarépát kér, de Vladimir fehérrépát ad neki. Estragon beleharap, nem ízlik neki, így szóvá teszi a tévedést. Vladimir kutat a zsebében, majd kijelenti, hogy amit talált, az az utolsó sárgarépa. Amikor a közelből kiáltások hallatszanak úgy gondolják, talán Godot érkezett meg. A jövevények Pozzo és Lucky. Pozzo ostorpattogtatás közepette vezeti egy kötélen Luckyt. Noha Pozzo bemutatkozik, a két csavargó bizonytalan, hogy milyen nevet is hallott. Rákérdeznek a nevére újra, de nem értik pontosan. Pozzo szavaiból kiderül, hogy Vladimir és Estragon az ő földjén várakozik. Elbeszélgetnek Pozzóval, aki uraskodó stílusban hosszan fejti ki véleményét a két csavargónak. Eközben Lucky jórészt némán áll, kezében Pozzo csomagjaival, amíg a fejére nem tesznek egy kalapot és meg nem kérik, hogy gondolkozzon. Lucky ekkor egy értelmetlen monológot ad elő, amíg le nem veszik fejéről a kalapot. A monológot követően hosszasan és kölcsönösen udvariaskodva búcsúznak el Pozzótól és Luckytól. Vladimir és Estragon megállapítja, hogy társaságban jobban múlik az idő és eltöprengenek, mire is várnak, miért nem mennek el. Rádöbbennek, hogy nem mehetnek, hiszen Godot-ra várnak. Egy fiú érkezik, aki Albert urat keresi (vagyis Vladimirt). Párbeszédükből megtudjuk, hogy a fiú, aki „Godot úrnál” dolgozik (a kecskéket őrzi), üzenetet hozott Godot úrtól miszerint „Godot úr megbízásából közlöm, hogy ma este nem jöhet, de holnap föltétlenül eljön”. Estragon javasolja, hogy várakozzanak addigi helyükön tovább, Vladimir azonban fázik és fedél alá vágyik. Eldöntik hát, hogy elmennek, de végül „nem mozdulnak”.

### Második felvonás
Másnap, ugyanabban az időben és ugyanott Vladimir és Estragon újra találkozik. Az út menti fa „lombot hajtott”. Estragon a cipőjével bajlódik. Vladimir énekelni kezd, majd megbeszélik az előző nap eseményeit. Emlékeik nem azonosak, civakodnak és hogy az időt múlassák, a megszokott kérdésekre megszokott válaszokkal reagálnak. Estragon megjegyzi, hogy nem tehetnek mást, ha már gondolkozni nem akarnak, mint hogy „izgalom nélkül” beszélgessenek. Vladimir válasza: „Úgy van, sohasem áll be a szánk”. Így aztán, az előző naphoz hasonlóan beszélgetnek mindenféléről, a fáról, cipőről, arról, hogy miért is várakoznak. Később úgy döntenek „Pozzót és Luckyt” játszanak, ekkor Estragon lehordja Vladimirt, aki a Luckynak adott vezényszóra („gondolkozz, disznó”) gondolkodik, majd a „táncolj, disznó” felszólításra táncol. A játékot elunva újra hosszasan fecsegnek, míg csak meg nem jelenik Pozzo és Lucky. Pozzo megvakult, így kiszolgáltatottságában Lucky húzza maga után. Estragon azt hiszi, hogy megérkezett Godot, de Vladimir felvilágosítja, hogy ez csak Pozzo és Lucky. Beszélgetni kezdenek, eközben kiderül, hogy Pozzo nem emlékszik, hogy mikor vakult meg. Próbálják megbeszélni az előző nap eseményeit, de Pozzo semmire sem emlékszik. Vladimir megkéri Pozzót, hogy Lucky „adjon elő valamit”, például gondolkozzon. Pozzo elmondja, hogy Lucky néma, „annyira, hogy még nyögni sem tud”. Vladimir tudni szeretné, hogy Lucky mióta néma, de Pozzót kihozza a sodrából, hogy az időről faggatódzik és ezért elindul Luckyval. Vladimir és Estragon újra magára marad, és próbálja megérteni, hogy mi történt, ekkor megérkezik a fiú, aki az előző nap is. Vladimir kikérdezi a fiút, arról, hogy ő járt-e ott előző alkalommal, de a fiú kijelenti, hogy most jár ott először és nem ismeri meg Vladimirt. Vladimir tovább faggatózik a fiú testvéréről, Godot-ról, arról, hogy mivel foglalkozik, hogy van-e szakálla, és ha igen, akkor milyen színű stb. Amikor a fiú megkérdezi, hogy mint mondjon majd Godot úrnak, Vladimir azt válaszolja, „Mondd, hogy... mondd, hogy láttál, és hogy... hogy láttál”. A fiú távozik, Vladimir és Estragon pedig rádöbben, hogy késő éjszaka van. Mozdulatlanul állnak a fa tövében és azon töprengnek, hogy felkössék-e magukat kötél híján Estragon övére, ami egy kötél. Az abszurd párbeszéd végén, ahogy kipróbálják a kötél erejét, a kötél elszakad, és Vladimir megállapítja, hogy a kötél „semmit sem ér”. Megállapodnak abban, hogy másnap újra visszamennek, és visznek egy erősebb kötelet. Majd eldöntik, hogy elmennek, de végül „nem mozdulnak”.
|  | Itt a vége a cselekmény részletezésének! |

## Bemutatók
A Godot-ra várva ősbemutatójára 1953. január 5-én került sor a párizsi Théâtre de Babylonban. Rendezte: Roger Blin. Szereplők: Lucien Raimbourg (Vladimir), Pierre Latour (Estragon), Roger Blin (Pozzo), Jean Martin (Lucky), Serge Lecointe (Fiú).
Első angliai bemutatóját 1955. augusztus 3-án tartották a londoni Arts Theatre-ban. Rendezte: Peter Hall. Szereplők: Paul Daneman (Vladimir), Peter Woodthorpe (Estragon), Peter Bull (Pozzo), Timothy Bateson (Lucky), Michael Walker (Fiú).
Magyarországi bemutatójára 1965. november 1-jén (más források szerint október 9-én) került sor a budapesti Thália Színház Stúdiószínpadán. Rendezte: Kazimir Károly és Léner Péter.

## Fontosabb magyarországi bemutatói
Magyarországon 1965-ös első bemutatását követően több mint 15 bemutatója volt a darabnak.
| Időpont                      | Hely                                      | Rendező                        | Szereplők |
| ---------------------------- | ----------------------------------------- | ------------------------------ | --- |
| 1965. november 1.            | Thália Színház, Budapest                  | Kazimir Károly, Léner Péter    | Keres Emil (Vladimir), Nagy Attila (Estragon), Inke László (Pozzo), Gosztonyi János (Lucky)                                               |
| 1975. december 20.           | Kaposvári Csiky Gergely Színház, Kaposvár | Ascher Tamás                   | Vajda László (Vladimir), Koltai Róbert (Estragon), Helyey László (Pozzo), Lukáts Andor (Lucky)                                            |
| 1988. január 15. (felújítás) | Kaposvári Csiky Gergely Színház, Kaposvár | Ascher Tamás                   | Jordán Tamás (Vladimir), Koltai Róbert (Estragon), Helyey László (Pozzo), Lukáts Andor (Lucky), Helyey Áron (Fiú)                         |
| 1994. február 25.            | Művész Színház, Budapest                  | Darvas Iván                    | Darvas Iván (Vladimir), Garas Dezső (Estragon), Bubik István (Pozzo), Iglódi István (Lucky).                                              |
| 1998. november 7.            | Térszínház, Budapest                      | Bucz Hunor                     | Balázsi István (Vladimir), Kovács J. István (Estragon), Nagy Zsolt (Pozzo), Daniss András (Lucky), Kovács Ákos (Fiú), Kovács Bálint (Fiú) |
| 2002. október 4.             | Debreceni Csokonai Színház, Debrecen      | Pinczés István                 | Maday Gábor (Vladimir), Vranyecz Artúr (Estragon), Jámbor József (Pozzo), Juhász Árpád/Halmi Gábor (Lucky), Jéger Zsombor (Fiú/Boy)       |
| 2003. február 1.             | Pesti Színház, Budapest                   | Tompa Gábor                    | Hajdu Steve (Estragon), Gyuriska János (Vladimir), Rajhona Ádám (Pozzo), Pindroch Csaba (Lucky), Tóth Zoltán (Fiú), Hermál Mátyás (Fiú)   |
| 2014. április 26.            | Katona József Színház, Budapest           | Ascher Tamás és Zsámbéki Gábor | Kocsis Gergely (Vladimir), Elek Ferenc (Estragon), Kulka János (Pozzo), Keresztes Tamás (Lucky), Varga Zétény (Fiú)                       |

## Magyarországi kiadásai
Magyarul 1965 augusztusában a Nagyvilág világirodalmi folyóirat hasábjain jelent meg először Kolozsvári Grandpierre Emil fordításában. (E fordítás alapjául a francia kiadás szolgált.)
A színmű első kiadása óta többször megjelent az Európa Könyvkiadó kiadványaiban: A fizikusok: öt modern dráma (1982, 1985, 1986, 1988, 1992, 1994, 1996, 1999, 2001, 2002, 2005, 2006, 2010); Godot-ra várva – A játszma vége (2002, 2004, 2007); Samuel Beckett: Drámák (1970); Samuel Beckett összes drámái (1998); Samuel Beckett összes drámái – Eleutheria (2006).
45 évvel a francia kiadás fordításának első megjelenését követően a Nagyvilág világirodalmi folyóirat 2010. augusztusi számában közreadta a dráma angol kiadáson alapuló fordítását is Pinczés István fordításában.
Horváth Ágnes irányításával az ELTE francia szakos hallgatóinak egy csoportja új fordítást készített Godot-t várva címmel, mely a Színház folyóirat 2015. márciusi számának drámamellékleteként jelent meg.

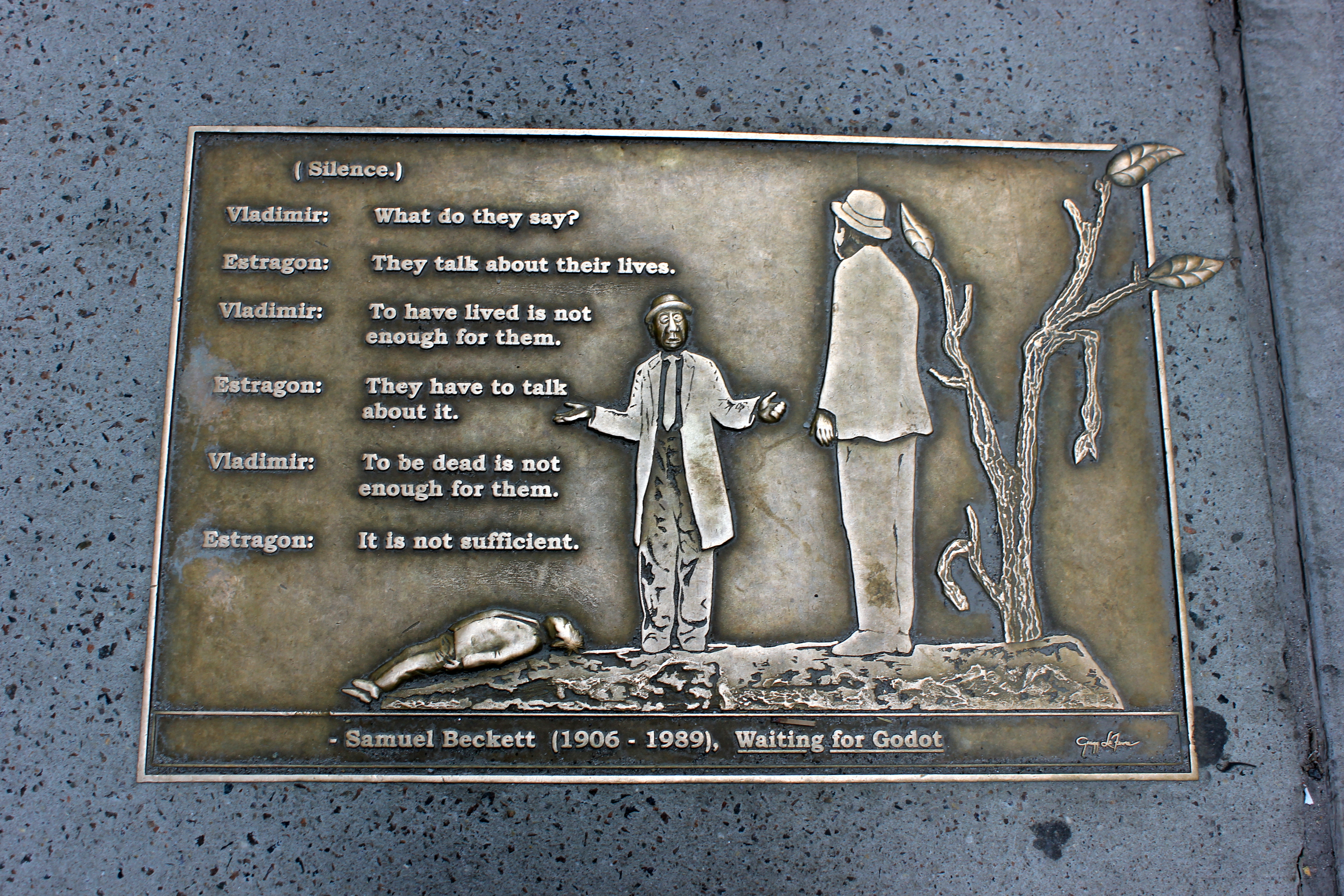
Emléktábla New Yorkban